# Zamindar

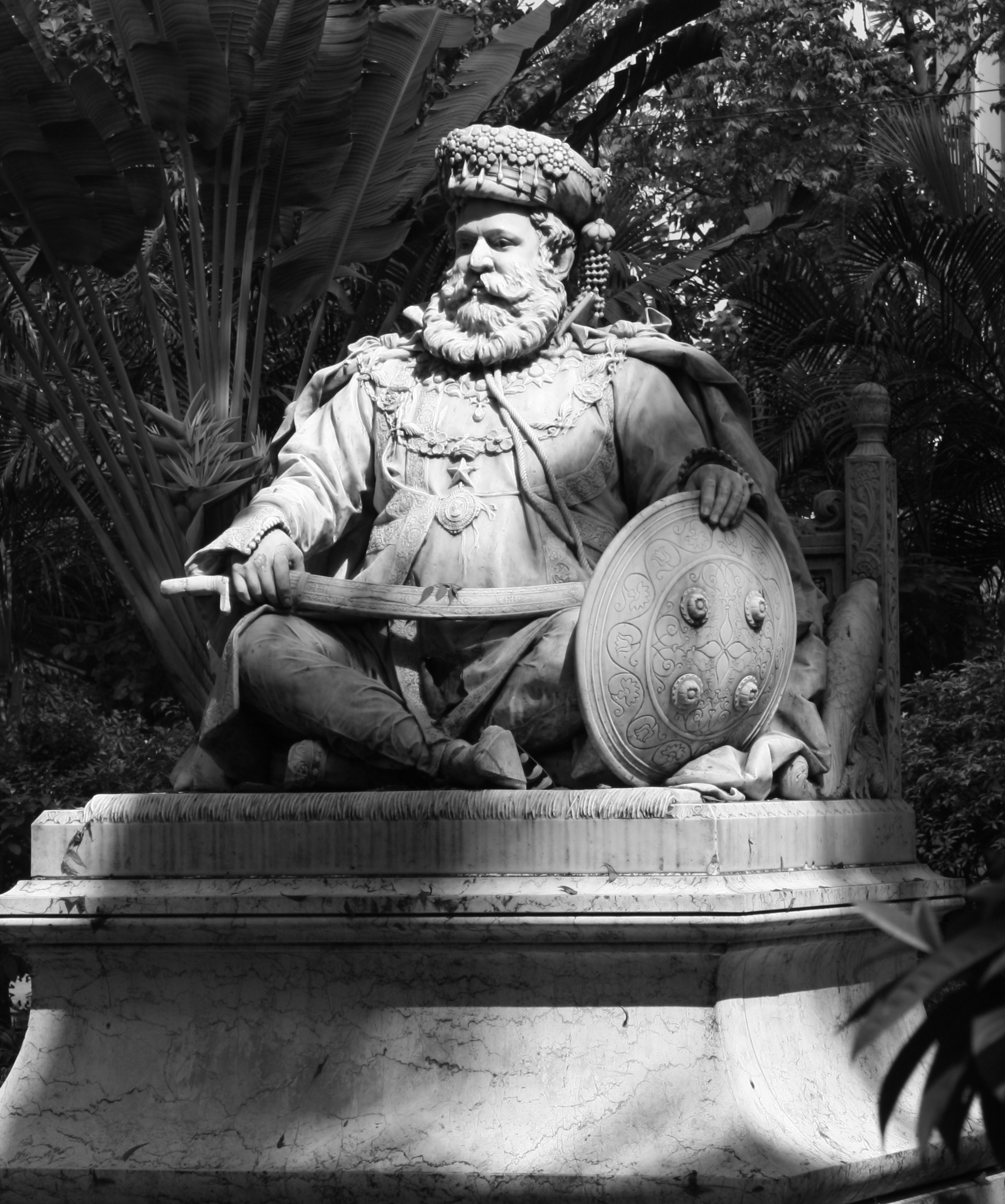
Maharaja Lakshmeshwar Singh, zamindar de Raj Darbhanga

Los zamindar, o zemindar, fueron generalmente aristócratas hereditarios, en lo que actualmente es la India y Pakistán,  que tenían enormes extensiones de tierra y gobernaba a los campesinos que vivían en él. Con el tiempo, tomaron títulos de príncipe o reales (como Maharajá o gran rey, Rajá o Rey, Nawab o noble, y Mirza o príncipe) entre otros. Construyeron palacios lujosos, exuberantes jardines, escuelas y templos y muchos otros lugares de filantropía. Muchas familias son de un linaje muy antiguo y habían sido gobernantes independientes en períodos anteriores de la historia. En la mayoría de los casos, las familias zamindar eran descendientes de ramas secundarias de las familias reales. Los zamindars tenían poderes considerables en su territorio: ejerciendo magisterios, a cargo de ejércitos, controlando la recaudación de ingresos e impuestos, entre otros.
La práctica tuvo equilibrios estructurales en el marco del Imperio británico en Asia del Sur con propietarios de tierras coloniales. Después que los británicos se retiraron, sin embargo, el sistema fue abolido legalmente con la creación de India y Pakistán, y después de la independencia en 1971 de Bangladés; todavía sigue vigente en algunas zonas en la Pakistán moderna. En Bangladés no existieron muchos Zamindars. Después de la independencia, la mayoría de las propiedades de los Zamindars de Daca fueron vendidas y/o compradas por el gobierno. En India, la mayoría de las familias zamandarí conservaron su poder después de la abolición cubriendo puestos importantes en el gobierno y manteniendo tierras privadas. Algunas familias incluso continuaron usando el título real, aunque hoy es inexistente.
Otros términos para zamindar fueron y son usados en diversas provincias. Por ejemplo, un zamindar es conocido como Wadera en Sind. En Rajastán, Uttar Pradesh, Madhya Pradesh, Himachal Pradesh, Haryana, Uttarakhand, Chhattisgarh, Bihar se los llama Thakur. En Punjab y Haryana, existen numerosos términos, como Chaudhary (que a menudo se convirtió en lambardar o zaildaar con la administración del norte de la India por el Imperio británico), y Sardar. Malik es un término árabe utilizado en Punjab que literalmente significa "Rey". La palabra zamindar es un préstamo proveniente del persa (زمین‌دار), formado por el sustantivo zamīn ("tierra", زمین) y la raíz verbal sufijada -dār (دار: "tener").